# 西尾常彦
西尾 常彦（にしお つねひこ、1877年（明治10年）1月14日 - 1947年（昭和22年））は、大正から昭和時代前期の政治家、警察官。鳥取県米子市長。

## 経歴
西尾利平の長男。鳥取県会見郡彦名村（西伯郡彦名村を経て現米子市）出身。1906年（明治39年）1月、鳥取県警部に任じ、島根県警視を経て、松江警察署長となる。1919年（大正8年）5月、島根県能義郡長に転じ、美濃郡長、簸川郡長などを歴任したのち1922年（大正11年）米子町長に就任した。1926年（大正15年）4月、再選を経て1927年（昭和2年）4月、米子市設立と共に市長代理となり、同年6月21日、米子市長に就任した。